# 肖军正
肖军正（1970年3月—），男，江西吉安人，中华人民共和国外交官，曾任中华人民共和国驻希腊共和国特命全权大使，现任中华人民共和国驻以色列国特命全权大使。

## 生平
1997年，进入中华人民共和国外交部工作，先后在中国国际问题研究所、驻伊朗大使馆、外交部西亚北非司任职。2008年，任驻土耳其大使馆参赞。2012年，任外交部西亚北非司参赞，后升任副司长。2019年，任驻埃及大使馆公使衔参赞，后升任公使。2021年9月，出任中华人民共和国驻希腊大使。2024年10月，自驻希腊大使离任。11月，出任中华人民共和国驻以色列大使。